# 烏崁靖海宮
烏崁靖海宮，台灣澎湖縣廟宇，位於馬公市烏崁里，原林投澳之角頭廟，主祀文衡帝君關公。法師流派為普庵派之「雷令支派」。:60–62
23°32′46″N 119°37′15″E / 23.54621°N 119.620934°E

## 沿革
烏崁聚落形成最初可追溯自公元1651年（南明永曆二年、大清順治年間），清代劃分至林投澳，直至乾隆二年（1737年）才起建地方公廟，主祀水仙尊王、哪吒太子與臨水夫人，最初廟名不詳。
嘉慶六年（1801年），公廟首次整修，並增祀朱府王爺，本村葉姓人家另外奉蘇府王爺金身予廟宇；翌年，又增祀溫府王爺。同治六年（1867年），廟宇進行第二次整修，同年創辦鸞堂（善堂），並自此更名「靖海宮」，沿用迄今。
光緒15年（1889年），廟傳文衡帝君（關公）顯靈降世，靖海宮遂改奉文衡帝君為主神。日治時期大正12年（1923年），靖海宮結社「清心社」，以「專善堂」為鸞堂堂號，並分別在大正13年（1924年）與大正15年（1926年）出版兩冊善書《宣講真鏡》與《寶講玉鏡》。
第二次世界大戰後，靖海宮在民國42年（1953年）重啟第三次整建工程。第四次修建契機始於民國77年（1988年），烏崁鄉佬洪清江與蔡樹松等復有感廟宇傾圯，自組籌建委員會，派員赴台灣本島向旅外鄉親募資經費，同年6月26日破土動工，並於民國83年（1992年）10月25日竣工，11月8日舉辦入火大典，總計斥資新台幣三千餘萬元整，廟埕廣場寬闊，且廟身煥然一新，即為現貌。

## 活動
澎湖地區的元宵節自清代起素以「乞龜」為特色，自古烏龜乃四靈獸之一，並以長壽等吉祥寓意為徵，傳統多以糕仔粉加上糖水做的肪片龜為主，擺放於廟宇讓信眾參拜索取並祈求平安。因應時代變化、社會轉型，各間廟宇多別出心裁施作不同種類的烏龜製品來吸引人潮。烏崁靖海宮在2015年後，推出高麗菜主題烏龜以及自辦多日的慶典活動，連續數年成為澎湖元宵節慶的重點廟宇。

## 逸聞
桃園明龍宮的「黃府夫人」降示赴烏崁靖海宮修行的意願，五名信眾遂於2017年7月19日參訪烏崁靖海宮，因不黯廟際間交流禮數，逕自將黃府夫人擺放於主神供桌便離去。此舉如外神侵門踏戶，令靖海宮信眾大為光火，一時議論紛紛，不乏直言批評對方無禮；桃園明龍宮旋即得知靖海宮廟方惱怒，20日再度派人登門致歉，才平息一場軒然大波。

## 相關條目

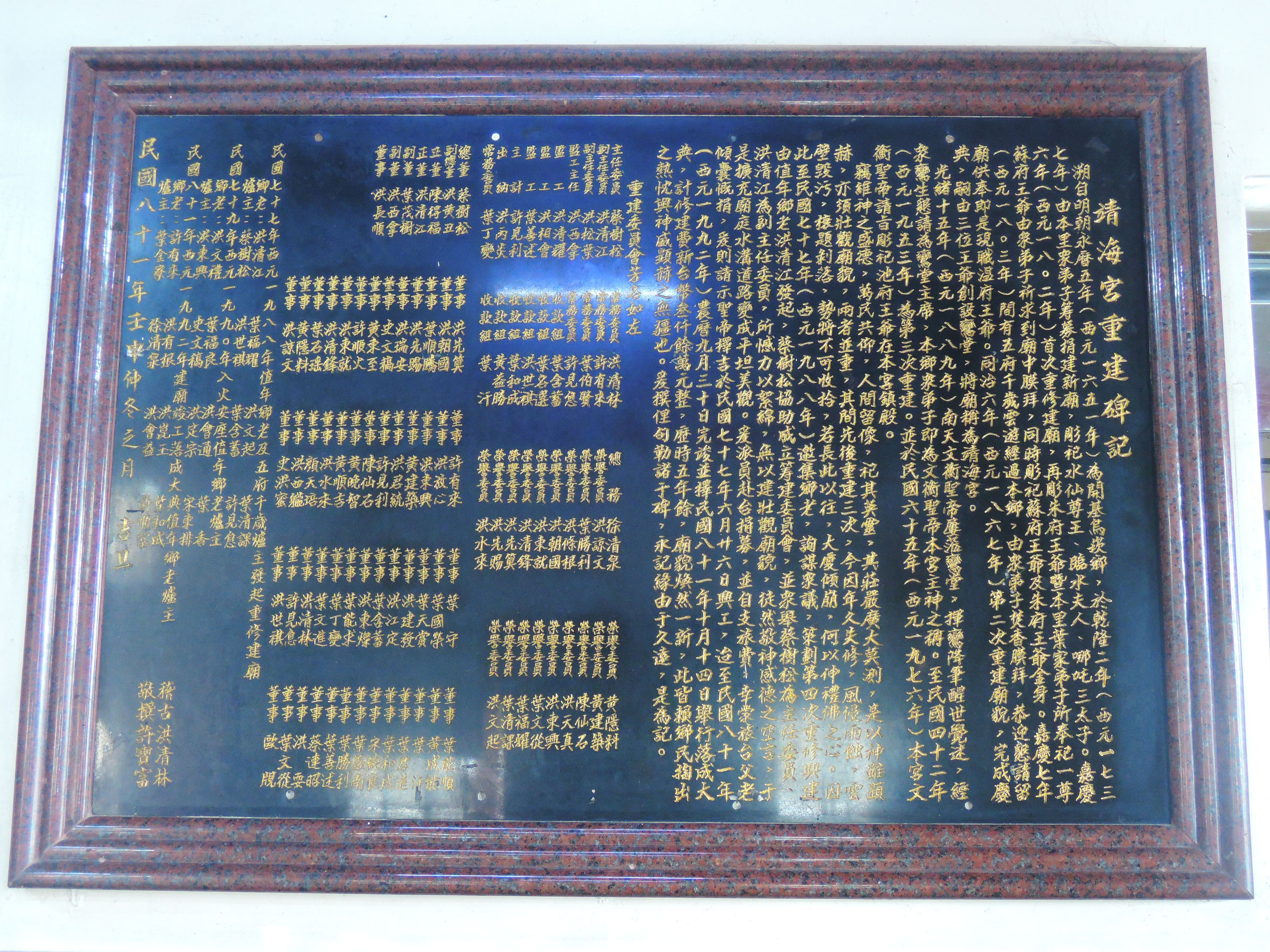
靖海宮重建碑記（立於1992年）

## 圖輯

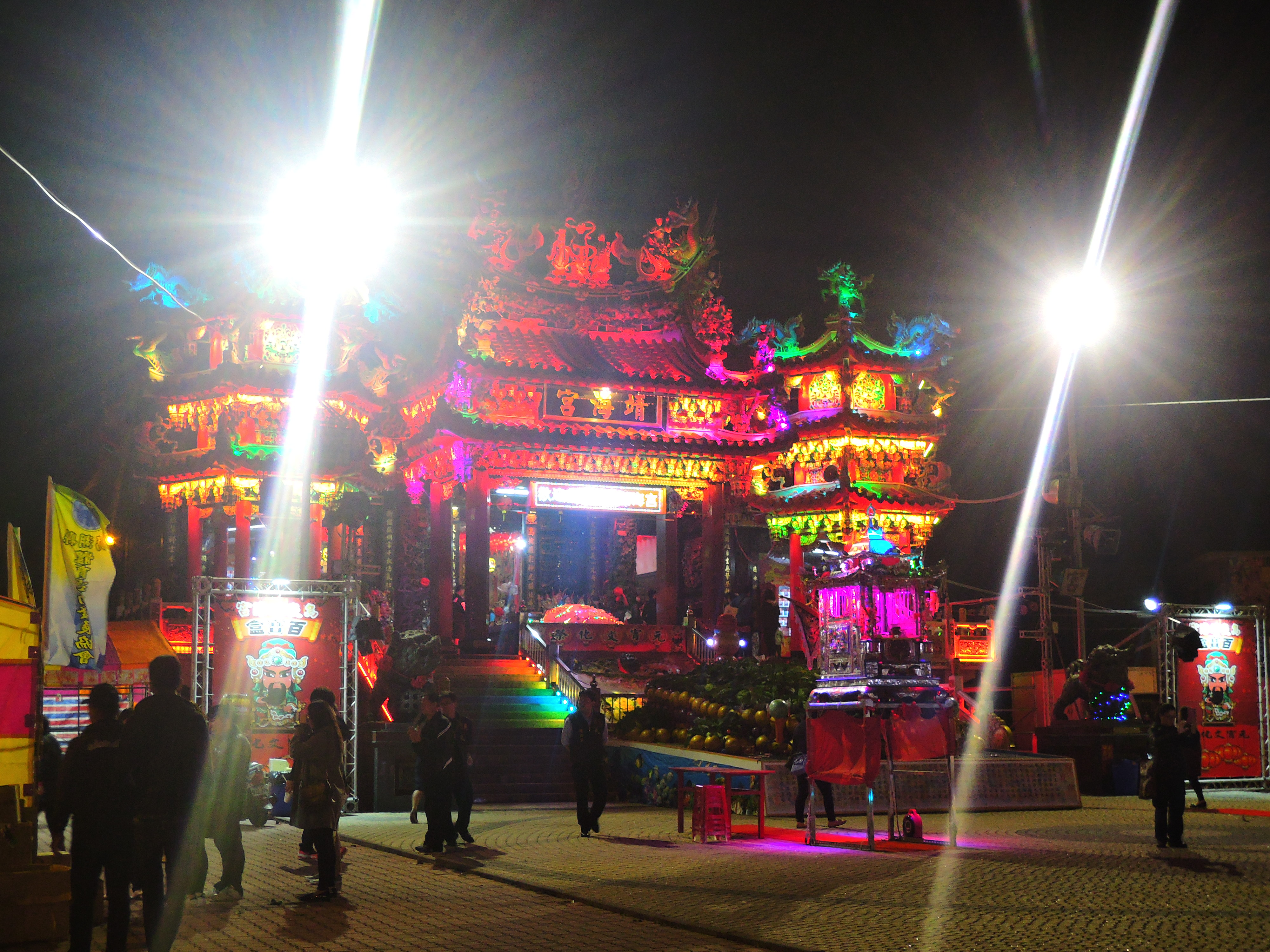
元宵節乞高麗菜龜
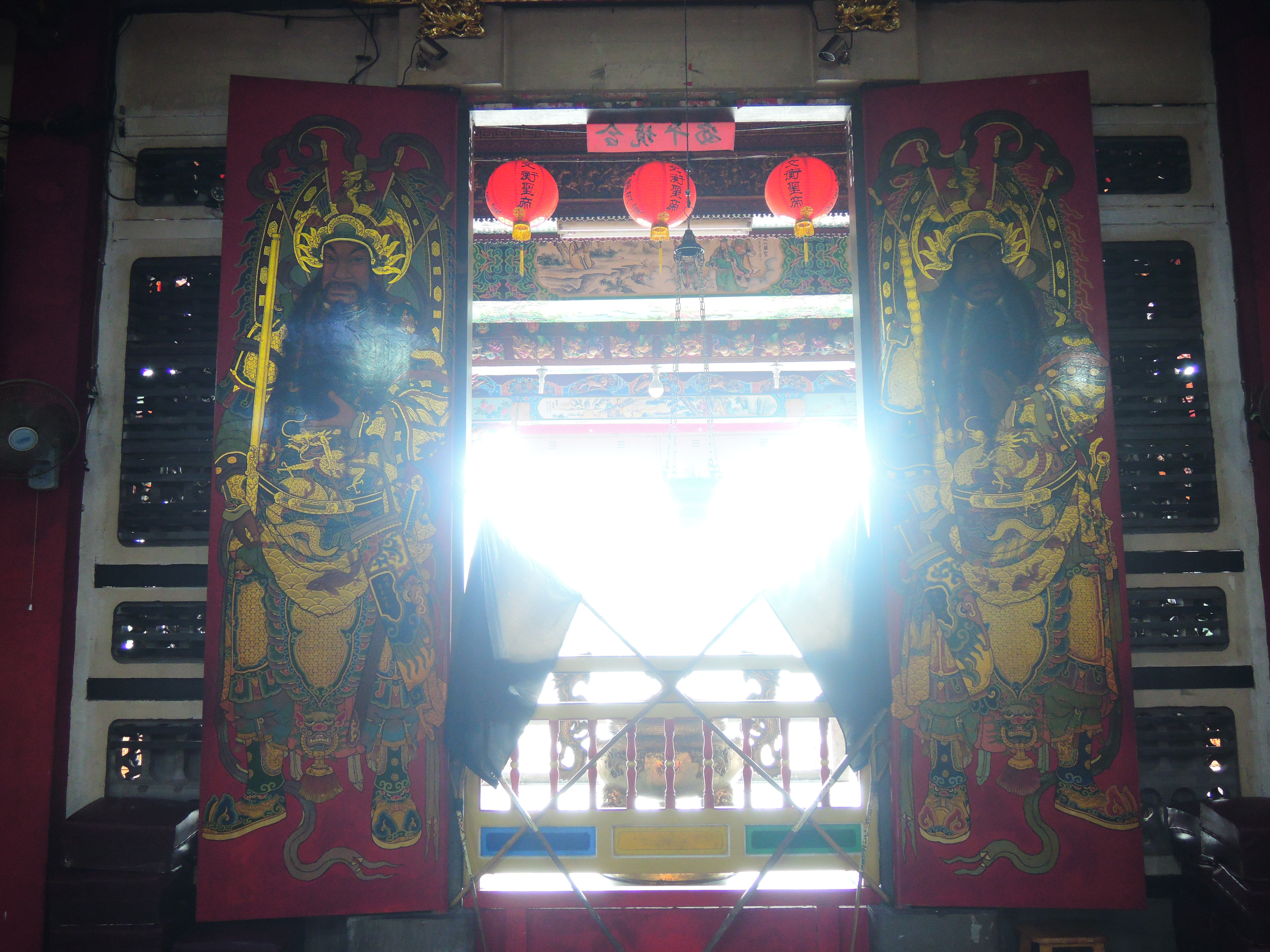
門神彩繪
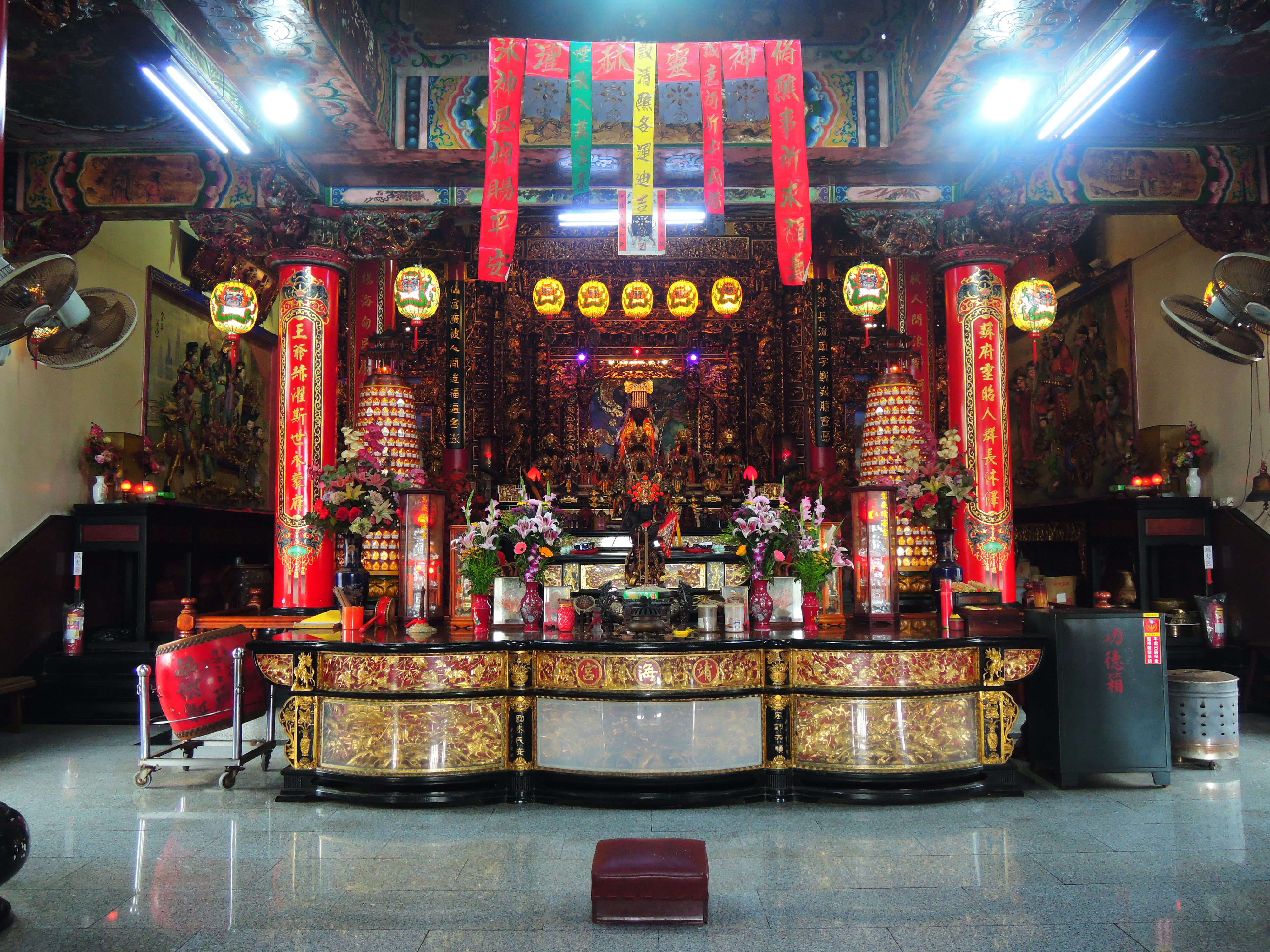
神明廳
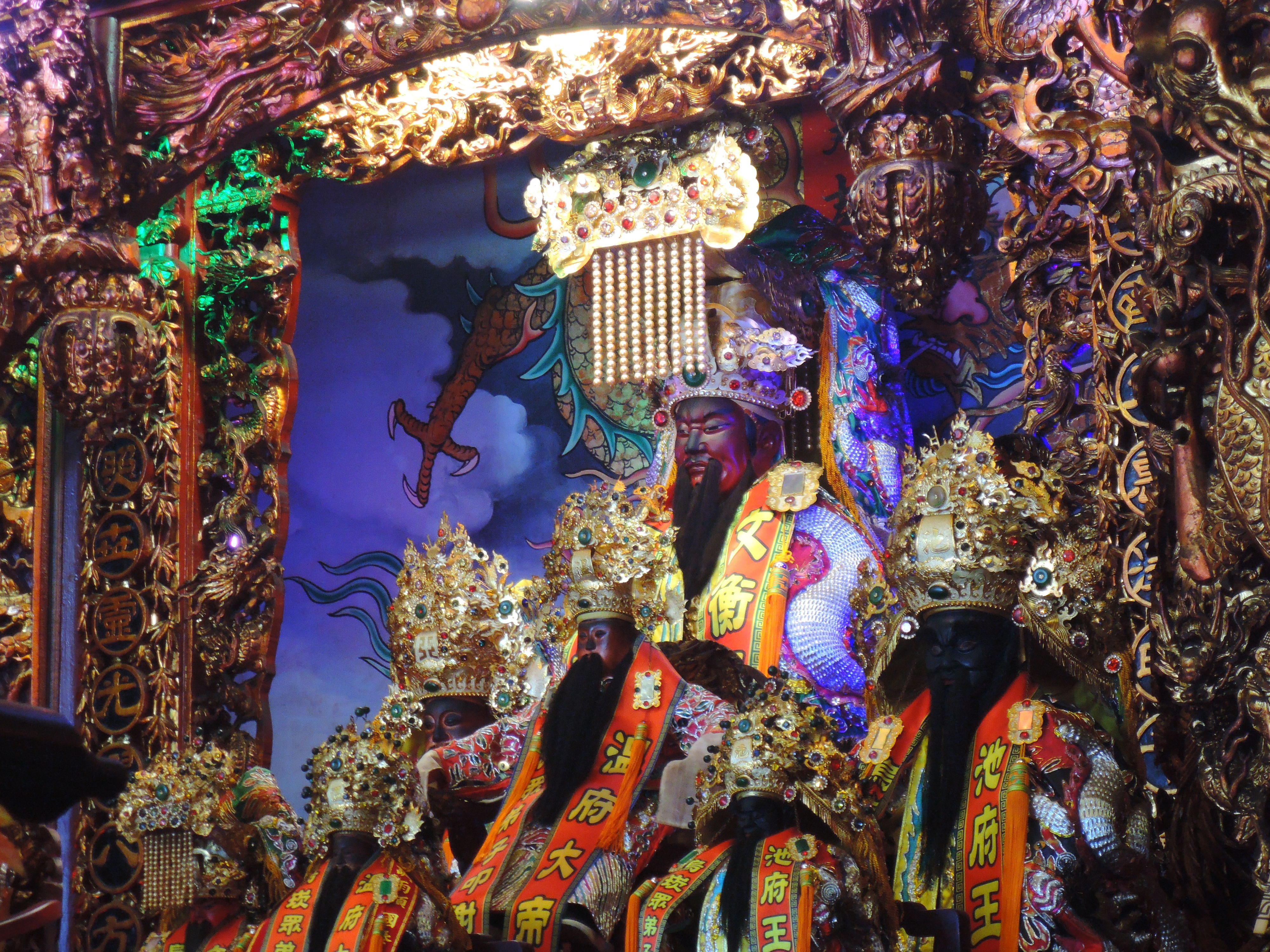
文衡帝君像
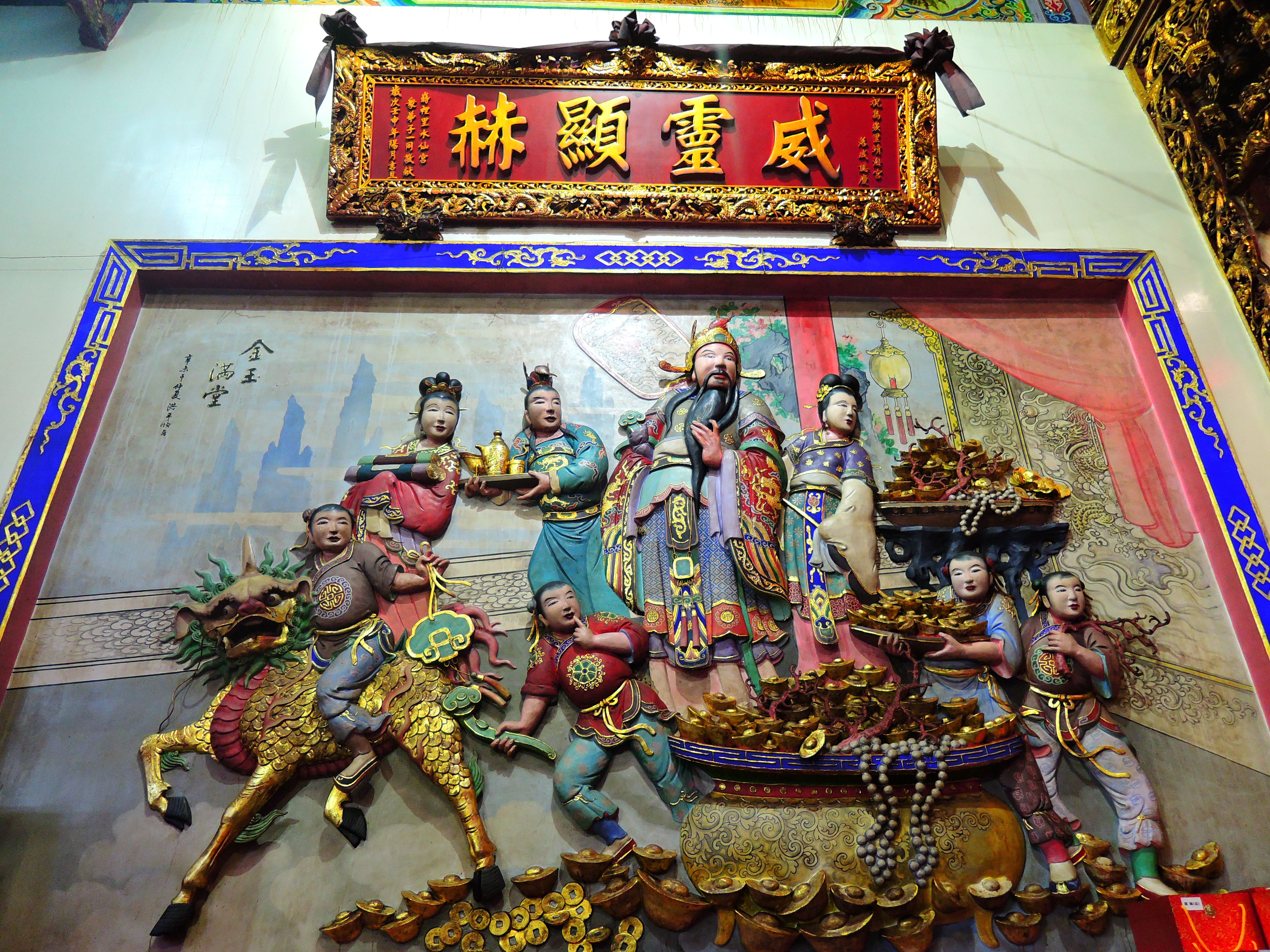
威靈顯赫匾
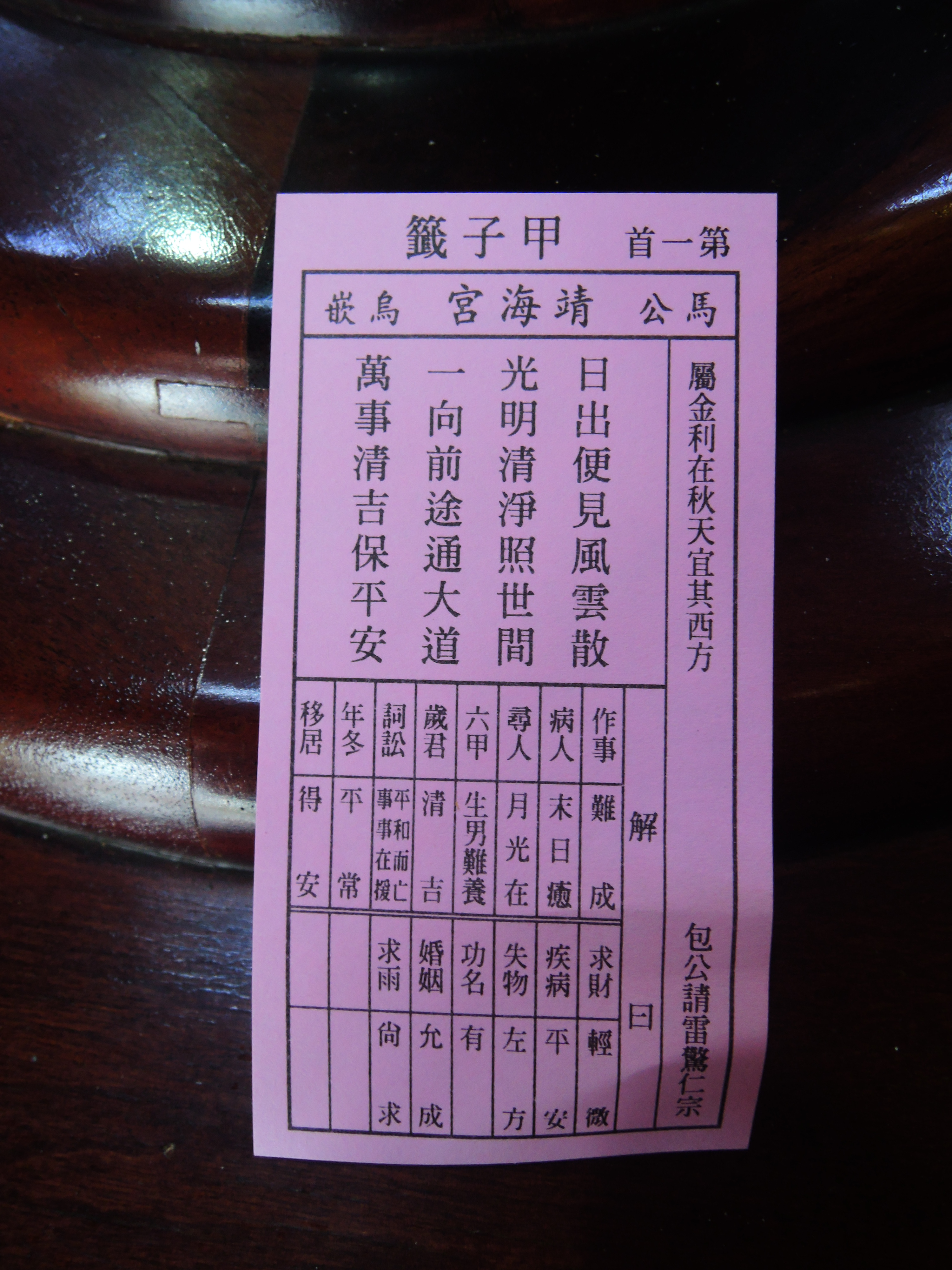
六十甲子籤
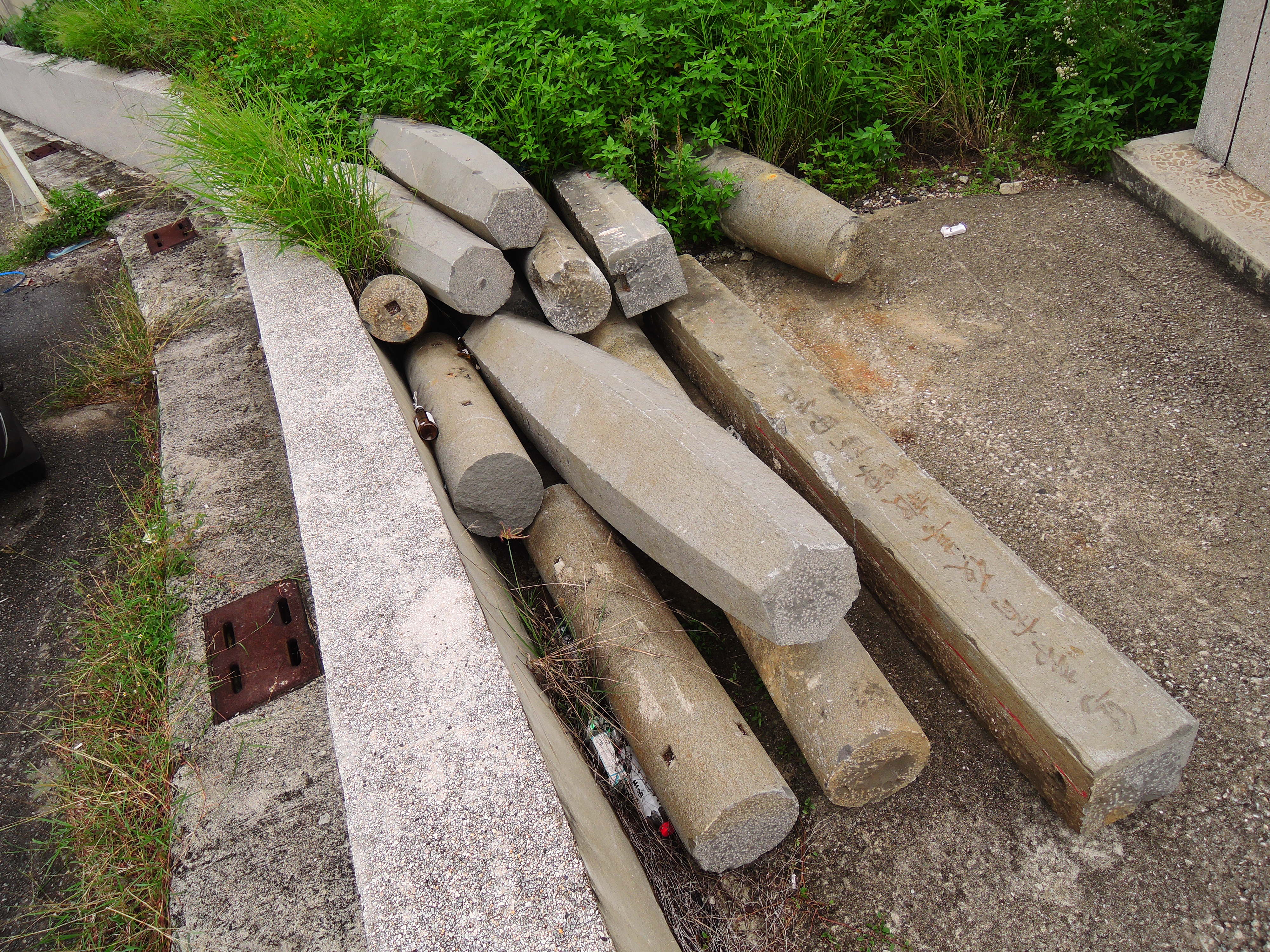
舊廟擱置的楹聯、瓜柱

## 外部連結
- 烏崁靖海宮的Facebook專頁